# Patricia Carricaburu
Pour les articles homonymes, voir Carricaburu.
Patricia Carricaburu, née le 21 septembre 1988, est une joueuse internationale française de rugby à XV, occupant le poste de pilier en club avec le Lons rugby féminin et en équipe de France.

## Biographie
Elle obtient sa première cape internationale en équipe de France le 27 février 2015 contre le pays de Galles lors du Tournoi des Six Nations 2015.
En 2016, elle remporte le Tournoi des Six Nations 2016 avec le XV de France féminin. En 2017, elle est retenue dans le groupe pour disputer la coupe du monde de rugby à XV féminin 2017 en Irlande,. Elles terminent troisième de la compétition. En 2018, elle participe au grand chelem de l'équipe de France dans le Tournoi des Six Nations.
À l'issue du tournoi 2018, elle décide de mettre un terme à sa carrière internationale. Elle compte alors 28 sélections avec l'équipe de France.